# Frédéric Etsou-Nzabi-Bamungwabi
Frédéric Etsou-Nzabi-Bamungwabi (3 de dezembro de 1930, Congo Belga – 6 de janeiro de 2007, Lovaina, Bélgica) foi um prelado católico congolês-democrático que serviu como arcebispo de Quinxassa de 1991 até sua morte em 2007. Ele era membro dos missionários da Congregação do Imaculado Coração de Maria (CICM) e foi elevado ao cardinalato em 1991.

## Biografia
Educado por missionários católicos romanos, Frédéric Etsou se juntou aos missionários da Congregação do Imaculado Coração de Maria (CICM) em 1959. Foi ordenado sacerdote em 13 de julho de 1958 e designado para a cidade de Léopoldville. Mais tarde estudou sociologia e teologia na França e na Bélgica antes de retornar ao Congo no final dos anos 1960.
Etsou tornou-se Arcebispo de Mbandaka-Bikoro em 11 de novembro de 1977 e Arcebispo de Quinxassa em 1990. Ele foi proclamado Cardeal-Sacerdote de S. Lucia a Piazza d'Armi pelo Papa João Paulo II em 28 de junho de 1991, sucedendo o primeiro Cardeal quinxassa-congolês, Joseph-Albert Malula. Ele assumiu o comando da Igreja Católica do Congo/Zaire nos anos finais do governo do ditador de longa data do Zaire Mobutu Sese Seko, e foi dito na época que ele foi escolhido com o apoio de Mobutu. Depois que Mobutu foi derrubado em 1997, Etsou falou contra o que ele descreveu como as táticas de força do então líder nacional, Laurent-Desiré Kabila, pai do posterior presidente da República Democrática do Congo, Joseph Kabila, que assumiu o poder em 2001 após o assassinato de seu pai.
Etsou foi um dos cardeais eleitores que participaram do conclave papal de 2005 que selecionou o papa Bento XVI.
Em um comunicado à nação congolesa e à comunidade internacional divulgado em 11 de novembro de 2006 em Paris, o cardeal pareceu duvidar da independência da Comissão Eleitoral Independente do país (liderada por um padre católico, Apollinaire Malu Malu) e do resultado do segundo turno da primeira eleição presidencial direta em mais de 40 anos de história do país, que foi disputada pelo presidente incumbente Joseph Kabila e pelo ex-vice-presidente Jean-Pierre Bemba. Ele alertou sobre o que chamou de interferência internacional e acusou, sem provas, várias autoridades do governo de transição de Joseph Kabila de roubar do tesouro do Estado e exigiu sua renúncia. Essa afirmação criou tensão na capital, naquele momento um bastião eleitoral de Bemba, o líder da oposição, cuja família era próxima do Cardeal, que também é oriundo da mesma província, Equador. Os resultados do segundo turno da eleição presidencial, publicados em 15 de novembro de 2006, deram a Joseph Kabila uma vitória com 58,05% dos votos, contra 41,95% de Bemba.

## Morte
Frédéric Etsou-Nzabi-Bamungwabi morreu de diabetes e pneumonia no Hospital Universitário de Lovaina, na Bélgica, em 6 de janeiro de 2007, aos 76 anos. Ele foi enterrado em Quinxassa.